# 春秋座
春秋座（しゅんじゅうざ）は、
1. 1920年に菊池寛の「父帰る」で旗揚げ公演を行った2代目市川猿之助を中心とした劇団の名称。
2. 京都芸術大学内にある劇場。本項にて述べる。

## 概要
春秋座（しゅんじゅうざ）は、京都市左京区にある京都芸術大学内にある劇場「京都芸術劇場」の大劇場にあたる劇場。2001年にオープンした。一般のカンパニー・劇団などの使用に関しては、公演内容により審査され使用が可能となる。座席数は最大846席。花道を有し、オーケストラピットも設置可能。また、宙乗り機構も備える。歌舞伎だけでなく、オペラ、演劇、ミュージカルが利用できる。京都芸術劇場の管理・運営等は京都造形芸術大学の舞台芸術研究センターが行っている。2017年には『都をどり』が開催された。これは例年会場にしていた祇園甲部歌舞練場が耐震調査のため長期休館されたためである。

## 交通
- 叡山電鉄茶山・京都芸術大学駅から徒歩10分